# Élections présidentielles sous la Cinquième République dans le Doubs
Depuis l'adoption de la Constitution de la Cinquième République française en 1958, dix élections présidentielles ont eu lieu afin d'élire le président de la République. Cette page présente les résultats de ces élections dans le Doubs.

## Synthèse des résultats du second tour
Conservateur, le Doubs vote traditionnellement plus à droite que la France. C'est en particulier le cas en 2012 où le département a placé en tête Nicolas Sarkozy (51,91 %) alors qu'au niveau national a été élu François Hollande (51,64 %).
| 2022 | Emmanuel Macron (57,16 %) (France : 58,55 %) | Marine Le Pen (42,84 %) (France : 41,45 %) | 74,09 % (France : 71,99 %) | 6,70 % (France : 6,23 %) |

| 2017 | Emmanuel Macron (63,77 %) (France : 66,10 %) | Marine Le Pen (36,23 %) (France : 33,90 %) | 77,02 % (France : 77,77 %) | 2,18 % (France : 2,47 %) |

| 2012 | François Hollande (48,09 %) (France : 51,64 %) | Nicolas Sarkozy (51,91 %) (France : 48,36 %) | 82,8 % (France : 80,35 %) | 2,02 % (France : 5,82 %) |

| 2007 | Nicolas Sarkozy (55,8 %) (France : 53,06 %) | Ségolène Royal (44,2 %) (France : 46,94 %) | 85,82 % (France : 83,97 %) | 1,42 % (France : 4,20 %) |

| 2002 | Jacques Chirac (81,81 %) (France : 82,21 %) | J.-M. Le Pen (18,19 %) (France : 17,79 %) | 76,59 % (France : 79,71 %) | 3,7 % (France : 3,38 %) |

| 1995 | Jacques Chirac (52,41 %) (France : 52,64 %) | Lionel Jospin (47,59 %) (France : 47,36 %) | 81,82 % (France : 78,38 %) | 2,78 % (France : 2,81 %) |

| 1988 | François Mitterrand (53,46 %) (France : 54,02 %) | Jacques Chirac (46,54 %) (France : 45,98 % %) | 83,31 % (France : 81,35 %) | 2,02 % (France : 2,00 %) |

| 1981 | François Mitterrand (52,39 %) (France : 51,76 %) | Valéry Giscard d'Estaing (47,61 %) (France : 48,24 %) | 81,59 % (France : 81,09 %) | 1,56 % (France : 1,62 %) |

| 1974 | Valéry Giscard d'Estaing (52,5 %) (France : 50,81 %) | François Mitterrand (47,5 %) (France : 49,19 %) | 85,39 % (France : 84,23 %) | 0,69 % (France : 0,92 %) |

| 1969 | Georges Pompidou (61,53 %) (France : 58,21 %) | Alain Poher (38,47 %) (France : 41,79 %) | 77,86 % (France : 77,59 %) | 1,15 % (France : 1,29 %) |

| 1965 | Charles de Gaulle (58,47 %) (France : 55,20 %) | François Mitterrand (41,53 %) (France : 44,80 %) | 86,7 % (France : 84,75 %) | 0,8 % (France : 1,01 %) |

|  | ▲ |

## Résultats détaillés par scrutin

### 2022
Arrivé en tête du premier tour, le président sortant Emmanuel Macron (27,85 %) affronte Marine Le Pen (23,15 %), un duel identique à celui du scrutin de 2017. C'est la deuxième fois qu'un second tour opposant les mêmes candidats à deux scrutins présidentiels consécutifs a lieu après ceux où se sont affrontés Valéry Giscard d'Estaing et François Mitterrand en 1974 et 1981.
En troisième position avec 21,95 % des voix, Jean-Luc Mélenchon réalise le score le plus élevé de ses trois candidatures et arrive largement en tête de la gauche, mais échoue à accéder au second tour, avec environ 400 000 voix de moins que Marine Le Pen.
Une nouvelle fois, les partis politiques traditionnels sont absents du second tour, dans des proportions encore plus importantes que lors de la précédente élection. Le Parti socialiste et Les Républicains, représentés respectivement par Anne Hidalgo et Valérie Pécresse, s'effondrent avec des scores historiquement faibles et n'atteignent pas le seuil des 5 %, condition permettant d'être remboursé des frais de campagne.
Le second tour voit Emmanuel Macron l'emporter par 58,55 % des suffrages exprimés, permettant ainsi au président sortant d'entamer un second mandat. Le septennat ayant été aboli en 2000, il devient ainsi le premier président de la République française à être réélu pour un deuxième quinquennat, le deuxième président de la Cinquième République réélu hors période de cohabitation et le quatrième président de la Cinquième République réélu.
Dans le Doubs,Emmanuel Macron arrive en tête du premier tour avec 27,55% des exprimés, suivi de Marine Le Pen (24,07%), Jean-Luc Mélenchon (20,06%) et  Éric Zemmour (7,03%). Au second tour, les électeurs ont voté à 57,16% pour Emmanuel Macron contre 42,94% pour Marine Le Pen avec un taux de participation de 74,09% des inscrits.
| Candidats                | Candidats                | Partis                   | Premier tour | Premier tour | Second tour | Second tour |
| Candidats                | Candidats                | Partis                   | Voix         | %            | Voix        | %           |
| ------------------------ | ------------------------ | ------------------------ | ------------ | ------------ | ----------- | ----------- |
|                          | Emmanuel Macron          | LREM                     | 76 338       | 27,55        | 141 917     | 57,16       |
|                          | Marine Le Pen            | RN                       | 66 703       | 24,07        | 106 348     | 42,94       |
|                          | Jean-Luc Mélenchon       | LFI                      | 55 587       | 20,06        |             |             |
|                          | Éric Zemmour             | REC                      | 19 486       | 7,03         |             |             |
|                          | Valérie Pécresse         | LR                       | 15 107       | 5,45         |             |             |
|                          | Yannick Jadot            | EELV                     | 13 096       | 4,73         |             |             |
|                          | Jean Lassalle            | RES                      | 8 688        | 3,14         |             |             |
|                          | Nicolas Dupont-Aignan    | DLF                      | 7 775        | 2,81         |             |             |
|                          | Fabien Roussel           | PCF                      | 5 001        | 1,80         |             |             |
|                          | Anne Hidalgo             | PS                       | 4 902        | 1,77         |             |             |
|                          | Philippe Poutou          | NPA                      | 2 345        | 0,85         |             |             |
|                          | Nathalie Arthaud         | LO                       | 2 069        | 0,75         |             |             |
|                          |                          |                          |              |              |             |             |
| Votes valides            | Votes valides            | Votes valides            | 277 097      | 97,48        | 248 265     | 90,95       |
| Votes blancs             | Votes blancs             | Votes blancs             | 4 989        | 1,76         | 18 190      | 6,66        |
| Votes nuls               | Votes nuls               | Votes nuls               | 2 176        | 0,77         | 6 527       | 2,39        |
| Total                    | Total                    | Total                    | 284 262      | 100          | 272 982     | 100         |
| Abstention               | Abstention               | Abstention               | 84 117       | 22,83        | 95 455      | 25,91       |
| Inscrits / participation | Inscrits / participation | Inscrits / participation | 368 379      | 77,17        | 368 437     | 74,09       |

### 2017
Le premier tour de l'élection présidentielle de 2017 voit s'affronter onze candidats. Emmanuel Macron arrive en tête devant Marine Le Pen et tous deux se qualifient pour le second tour. Néanmoins, avec François Fillon et Jean-Luc Mélenchon, les scores des quatre candidats ayant recueilli le plus de voix sont serrés (4,43 points entre le 1er et le 4e). Pour la première fois, aucun des candidats des deux partis politiques pourvoyeurs jusque-là des présidents de la Ve République, n'est présent au second tour. Celui-ci se tient le dimanche 7 mai et se solde par la victoire d'Emmanuel Macron, avec un total de 20 753 798 bulletins de vote en sa faveur, soit 66,10 % des suffrages exprimés, face à la candidate du Front national, qui recueille 33,90 %. Le scrutin est néanmoins marqué par une forte abstention et par un record de votes blancs ou nuls. 
Dans le Doubs, Marine Le Pen arrive en tête du premier tour avec 23,45 % des exprimés, suivie de Emmanuel Macron (22,5 %), François Fillon (21,09 %), Jean-Luc Mélenchon (17,88 %) et Benoît Hamon (5,74 %). Au second tour, les électeurs ont voté à 63,77 % pour Emmanuel Macron contre 36,23 % pour Marine Le Pen avec un taux de participation de 77,02 % des inscrits.
|             | FN          | Marine Le Pen         | 66 635  | 23,45 %    | 89 935  | 36,23 %    |  |  |
|             | EM          | Emmanuel Macron       | 63 954  | 22,5 %     | 158 304 | 63,77 %    |  |  |
|             | LR          | François Fillon       | 59 929  | 21,09 %    |         |            |  |  |
|             | LFi         | Jean-Luc Mélenchon    | 50 803  | 17,88 %    |         |            |  |  |
|             | PS          | Benoît Hamon          | 16 318  | 5,74 %     |         |            |  |  |
|             | DlF         | Nicolas Dupont-Aignan | 14 733  | 5,18 %     |         |            |  |  |
|             | NPA         | Philippe Poutou       | 3 565   | 1,25 %     |         |            |  |  |
|             | UPR         | François Asselineau   | 3 129   | 1,1 %      |         |            |  |  |
|             | RES         | Jean Lassalle         | 2 532   | 0,89 %     |         |            |  |  |
|             | LO          | Nathalie Arthaud      | 2 051   | 0,72 %     |         |            |  |  |
|             | SeP         | Jacques Cheminade     | 530     | 0,19 %     |         |            |  |  |
|             |             |                       |         |            |         |            |  |  |
|             |             |                       | Nombre  | % inscrits | Nombre  | % inscrits |  |  |
| Inscrits    | Inscrits    | Inscrits              | 368 401 |            | 368 314 |            |  |  |
| Abstentions | Abstentions | Abstentions           | 76 199  | 20,68 %    | 84 624  | 22,98 %    |  |  |
| Votants     | Votants     | Votants               | 292 202 | 79,32 %    | 283 690 | 77,02 %    |  |  |
|             |             |                       |         |            |         |            |  |  |
|             |             |                       |         | % votants  |         | % votants  |  |  |
| Blancs      | Blancs      | Blancs                | 5 807   | 1,58 %     | 26 079  | 7,08 %     |  |  |
| Nuls        | Nuls        | Nuls                  | 2 216   | 0,6 %      | 9 372   | 2,54 %     |  |  |
| Exprimés    | Exprimés    | Exprimés              | 284 179 | 77,14 %    | 248 239 | 67,4 %     |  |  |

### 2012
Hollande, désigné par le PS à la suite d'une primaire ouverte, devance Sarkozy dès le premier tour de l'élection présidentielle de 2012 : c'est la première fois qu'un président sortant est ainsi devancé. Au second tour, Sarkozy est battu mais par un écart plus faible qu'attendu.
Dans le Doubs, Nicolas Sarkozy arrive en tête du premier tour avec 28,49 % des exprimés, suivi de François Hollande (26,28 %), Marine Le Pen (19,19 %), Jean-Luc Mélenchon (10,96 %) et François Bayrou (8,8 %). Au second tour, les électeurs ont voté à 48,09 % pour François Hollande contre 51,91 % pour Nicolas Sarkozy avec un taux de participation de 83,26 % des inscrits.
|                | UMP            | Nicolas Sarkozy       | 83 036  | 28,49 %    | 145 279 | 51,91 %    |  |  |
|                | PS             | François Hollande     | 76 592  | 26,28 %    | 134 575 | 48,09 %    |  |  |
|                | FN             | Marine Le Pen         | 55 921  | 19,19 %    |         |            |  |  |
|                | FG             | Jean-Luc Mélenchon    | 31 936  | 10,96 %    |         |            |  |  |
|                | MoDem          | François Bayrou       | 25 639  | 8,8 %      |         |            |  |  |
|                | EELV           | Éva Joly              | 6 847   | 2,35 %     |         |            |  |  |
|                | DLF            | Nicolas Dupont-Aignan | 5 364   | 1,84 %     |         |            |  |  |
|                | NPA            | Philippe Poutou       | 3 445   | 1,18 %     |         |            |  |  |
|                | LO             | Nathalie Arthaud      | 1 882   | 0,65 %     |         |            |  |  |
|                | S&P            | Jacques Cheminade     | 750     | 0,26 %     |         |            |  |  |
|                |                |                       |         |            |         |            |  |  |
|                |                |                       | Nombre  | % inscrits | Nombre  | % inscrits |  |  |
| Inscrits       | Inscrits       | Inscrits              | 359 193 |            | 359 184 |            |  |  |
| Abstentions    | Abstentions    | Abstentions           | 61 777  | 17,2 %     | 60 128  | 16,74 %    |  |  |
| Votants        | Votants        | Votants               | 297 416 | 82,8 %     | 299 056 | 83,26 %    |  |  |
|                |                |                       |         |            |         |            |  |  |
|                |                |                       |         | % votants  |         | % votants  |  |  |
| Blancs ou nuls | Blancs ou nuls | Blancs ou nuls        | 6 004   | 2,02 %     | 19 202  | 6,42 %     |  |  |
| Exprimés       | Exprimés       | Exprimés              | 291 412 | 97,98 %    | 279 854 | 97,98 %    |  |  |

### 2007
Au premier tour de l'élection présidentielle de 2007, Sarkozy réussit à capter une partie des voix de Le Pen et arrive largement en tête. Royal est la première femme qualifiée pour le second tour d'une élection présidentielle. Elle est battue avec une avance de 6 points.
Dans le Doubs, Nicolas Sarkozy arrive en tête du premier tour avec 32,39 % des exprimés, suivi de Ségolène Royal (24,87 %), François Bayrou (16,96 %), Jean-Marie Le Pen (12,24 %) et Olivier Besancenot (4,16 %). Au second tour, les électeurs ont voté à 55,8 % pour Nicolas Sarkozy contre 44,2 % pour Ségolène Royal avec un taux de participation de 86,72 % des inscrits.
|                | UMP            | Nicolas Sarkozy      | 96 760  | 32,39 %    | 162 972 | 55,8 %     |  |  |
|                | PS             | Ségolène Royal       | 74 320  | 24,87 %    | 129 107 | 44,2 %     |  |  |
|                | UDF            | François Bayrou      | 50 661  | 16,96 %    |         |            |  |  |
|                | FN             | Jean-Marie Le Pen    | 36 584  | 12,24 %    |         |            |  |  |
|                | LCR            | Olivier Besancenot   | 12 419  | 4,16 %     |         |            |  |  |
|                | MPF            | Philippe de Villiers | 6 492   | 2,17 %     |         |            |  |  |
|                | Les Verts      | Dominique Voynet     | 5 637   | 1,89 %     |         |            |  |  |
|                | LO             | Arlette Laguiller    | 4 470   | 1,5 %      |         |            |  |  |
|                | SE             | José Bové            | 4 440   | 1,49 %     |         |            |  |  |
|                | GPA            | Marie-George Buffet  | 3 248   | 1,09 %     |         |            |  |  |
|                | CPNT           | Frédéric Nihous      | 2 837   | 0,95 %     |         |            |  |  |
|                | CNRSP          | Gérard Schivardi     | 907     | 0,3 %      |         |            |  |  |
|                |                |                      |         |            |         |            |  |  |
|                |                |                      | Nombre  | % inscrits | Nombre  | % inscrits |  |  |
| Inscrits       | Inscrits       | Inscrits             | 353 132 |            | 353 154 |            |  |  |
| Abstentions    | Abstentions    | Abstentions          | 50 057  | 14,18 %    | 46 914  | 13,28 %    |  |  |
| Votants        | Votants        | Votants              | 303 075 | 85,82 %    | 306 240 | 86,72 %    |  |  |
|                |                |                      |         |            |         |            |  |  |
|                |                |                      |         | % votants  |         | % votants  |  |  |
| Blancs ou nuls | Blancs ou nuls | Blancs ou nuls       | 4 300   | 1,42 %     | 14 161  | 4,62 %     |  |  |
| Exprimés       | Exprimés       | Exprimés             | 298 775 | 98,58 %    | 292 079 | 95,38 %    |  |  |

### 2002
Après cinq années de cohabitation, un duel est attendu entre Chirac et le Premier ministre Jospin lors de l'élection présidentielle de 2002, mais, à la surprise générale, ce dernier est devancé par Le Pen au premier tour. Au second tour, Chirac bénéficie du ralliement de la gauche et reçoit un score sans précédent. Il s'agit de la première élection pour un mandat de cinq ans et non plus sept.
Dans le Doubs, Jean-Marie  Le Pen arrive en tête du premier tour avec 19,03 % des exprimés, suivi de Jacques  Chirac (18,71 %), Lionel  Jospin (14,58 %), Jean-Pierre  Chevenement (9,08 %) et François Bayrou (6,29 %). Au second tour, les électeurs ont voté à 81,81 % pour Jacques  Chirac contre 18,19 % pour Jean-Marie  Le Pen avec un taux de participation de 82,89 % des inscrits.
|                | FN             | Jean-Marie Le Pen       | 46 988  | 19,03 %    | 47 303  | 18,19 %    |  |  |
|                | RPR            | Jacques Chirac          | 46 190  | 18,71 %    | 212 719 | 81,81 %    |  |  |
|                | PS             | Lionel Jospin           | 35 993  | 14,58 %    |         |            |  |  |
|                | MC             | Jean-Pierre Chevènement | 22 406  | 9,08 %     |         |            |  |  |
|                | UDF            | François Bayrou         | 15 519  | 6,29 %     |         |            |  |  |
|                | LO             | Arlette Laguiller       | 13 667  | 5,54 %     |         |            |  |  |
|                | Les Verts      | Noël Mamère             | 12 862  | 5,21 %     |         |            |  |  |
|                | LCR            | Olivier Besancenot      | 11 238  | 4,55 %     |         |            |  |  |
|                | DL             | Alain Madelin           | 9 147   | 3,7 %      |         |            |  |  |
|                | MNR            | Bruno Mégret            | 7 655   | 3,1 %      |         |            |  |  |
|                | CPNT           | Jean Saint-Josse        | 7 203   | 2,92 %     |         |            |  |  |
|                | Cap21          | Corinne Lepage          | 4 747   | 1,92 %     |         |            |  |  |
|                | PC             | Robert Hue              | 4 305   | 1,74 %     |         |            |  |  |
|                | PRG            | Christiane Taubira      | 4 256   | 1,72 %     |         |            |  |  |
|                | FRS            | Christine Boutin        | 3 528   | 1,43 %     |         |            |  |  |
|                | PT             | Daniel Gluckstein       | 1 180   | 0,48 %     |         |            |  |  |
|                |                |                         |         |            |         |            |  |  |
|                |                |                         | Nombre  | % inscrits | Nombre  | % inscrits |  |  |
| Inscrits       | Inscrits       | Inscrits                | 334 719 |            | 334 639 |            |  |  |
| Abstentions    | Abstentions    | Abstentions             | 78 343  | 23,41 %    | 57 256  | 17,11 %    |  |  |
| Votants        | Votants        | Votants                 | 256 376 | 76,59 %    | 277 383 | 82,89 %    |  |  |
|                |                |                         |         |            |         |            |  |  |
|                |                |                         |         | % votants  |         | % votants  |  |  |
| Blancs ou nuls | Blancs ou nuls | Blancs ou nuls          | 9 492   | 3,7 %      | 17 361  | 6,26 %     |  |  |
| Exprimés       | Exprimés       | Exprimés                | 246 884 | 96,3 %     | 260 022 | 93,74 %    |  |  |

### 1995
Après une nouvelle cohabitation et alors que la droite est particulièrement divisée entre Chirac et le Premier ministre Balladur, Jospin réussit à arriver en tête au premier tour de l'élection présidentielle de 1995, malgré la très lourde défaite de la gauche aux législatives de 1993. Au second tour, il est battu par Chirac.
Dans le Doubs, Lionel Jospin arrive en tête du premier tour avec 24,79 % des exprimés, suivi de Jacques Chirac (20,72 %), Édouard Balladur (18,4 %), Jean-Marie Le Pen (15,4 %) et Arlette Laguiller (5,4 %). Au second tour, les électeurs ont voté à 52,41 % pour Jacques Chirac contre 47,59 % pour Lionel Jospin avec un taux de participation de 83,1 % des inscrits.
|                | PS             | Lionel Jospin        | 64 277  | 24,79 %    | 121 359 | 47,59 %    |  |  |
|                | RPR            | Jacques Chirac       | 53 716  | 20,72 %    | 133 641 | 52,41 %    |  |  |
|                | RPR            | Édouard Balladur     | 47 708  | 18,4 %     |         |            |  |  |
|                | FN             | Jean-Marie Le Pen    | 39 923  | 15,4 %     |         |            |  |  |
|                | LO             | Arlette Laguiller    | 14 003  | 5,4 %      |         |            |  |  |
|                | PC             | Robert Hue           | 13 921  | 5,37 %     |         |            |  |  |
|                | Les Verts      | Dominique Voynet     | 12 852  | 4,96 %     |         |            |  |  |
|                | MPF            | Philippe de Villiers | 12 180  | 4,7 %      |         |            |  |  |
|                | S&P            | Jacques Cheminade    | 673     | 0,26 %     |         |            |  |  |
|                |                |                      |         |            |         |            |  |  |
|                |                |                      | Nombre  | % inscrits | Nombre  | % inscrits |  |  |
| Inscrits       | Inscrits       | Inscrits             | 325 938 |            | 325 780 |            |  |  |
| Abstentions    | Abstentions    | Abstentions          | 59 270  | 18,18 %    | 55 053  | 16,9 %     |  |  |
| Votants        | Votants        | Votants              | 266 668 | 81,82 %    | 270 727 | 83,1 %     |  |  |
|                |                |                      |         |            |         |            |  |  |
|                |                |                      |         | % votants  |         | % votants  |  |  |
| Blancs ou nuls | Blancs ou nuls | Blancs ou nuls       | 7 415   | 2,78 %     | 15 727  | 5,81 %     |  |  |
| Exprimés       | Exprimés       | Exprimés             | 259 253 | 97,22 %    | 255 000 | 94,19 %    |  |  |

### 1988
Après deux ans de cohabitation, Mitterrand affronte le Premier ministre Chirac lors de l'élection présidentielle de 1988. Le Pen obtient au premier tour un score jusque-là sans précédent pour un parti d'extrême droite. Au second tour, Mitterrand est facilement réélu.
Dans le Doubs, François Mitterrand arrive en tête du premier tour avec 34,95 % des exprimés, suivi de Jacques Chirac (21,52 %), Raymond Barre (15,63 %), Jean-Marie Le Pen (14,42 %) et Antoine Waechter (4,89 %). Au second tour, les électeurs ont voté à 53,46 % pour François Mitterrand contre 46,54 % pour Jacques Chirac avec un taux de participation de 86,76 % des inscrits.
|                | PS                    | François Mitterrand | 87 532  | 34,95 %    | 137 136 | 53,46 %    |  |  |
|                | RPR                   | Jacques Chirac      | 53 886  | 21,52 %    | 119 396 | 46,54 %    |  |  |
|                | SE                    | Raymond Barre       | 39 135  | 15,63 %    |         |            |  |  |
|                | FN                    | Jean-Marie Le Pen   | 36 109  | 14,42 %    |         |            |  |  |
|                | Les Verts             | Antoine Waechter    | 12 243  | 4,89 %     |         |            |  |  |
|                | PC                    | André Lajoinie      | 8 631   | 3,45 %     |         |            |  |  |
|                | LO                    | Arlette Laguiller   | 6 439   | 2,57 %     |         |            |  |  |
|                | Communiste rénovateur | Pierre Juquin       | 5 414   | 2,16 %     |         |            |  |  |
|                | MPT                   | Pierre Boussel      | 1 055   | 0,42 %     |         |            |  |  |
|                |                       |                     |         |            |         |            |  |  |
|                |                       |                     | Nombre  | % inscrits | Nombre  | % inscrits |  |  |
| Inscrits       | Inscrits              | Inscrits            | 306 829 |            | 306 721 |            |  |  |
| Abstentions    | Abstentions           | Abstentions         | 51 213  | 16,69 %    | 40 622  | 13,24 %    |  |  |
| Votants        | Votants               | Votants             | 255 616 | 83,31 %    | 266 099 | 86,76 %    |  |  |
|                |                       |                     |         |            |         |            |  |  |
|                |                       |                     |         | % votants  |         | % votants  |  |  |
| Blancs ou nuls | Blancs ou nuls        | Blancs ou nuls      | 5 172   | 2,02 %     | 9 567   | 3,6 %      |  |  |
| Exprimés       | Exprimés              | Exprimés            | 250 444 | 97,98 %    | 256 532 | 96,4 %     |  |  |

### 1981
Lors de l'élection présidentielle de 1981, Giscard d'Estaing arrive en tête au premier tour et affronte, comme la fois précédente, Mitterrand. Pour la première fois, un président sortant est battu : Mitterrand devient le premier président de gauche de la Ve République.
Dans le Doubs, François Mitterrand arrive en tête du premier tour avec 28,95 % des exprimés, suivi de Valéry Giscard d'Estaing (25,86 %), Jacques Chirac (19,87 %), Georges Marchais (11,29 %) et Brice Lalonde (4,55 %). Au second tour, les électeurs ont voté à 52,5 % pour François Mitterrand contre 47,61 % pour Valéry Giscard d'Estaing avec un taux de participation de 87,45 % des inscrits.
|                | PS             | François Mitterrand      | 68 517  | 28,95 %    | 131 057 | 52,39 %    |  |  |
|                | UDF            | Valéry Giscard d'Estaing | 61 215  | 25,86 %    | 119 086 | 47,61 %    |  |  |
|                | RPR            | Jacques Chirac           | 47 023  | 19,87 %    |         |            |  |  |
|                | PC             | Georges Marchais         | 26 731  | 11,29 %    |         |            |  |  |
|                | MEP            | Brice Lalonde            | 10 765  | 4,55 %     |         |            |  |  |
|                | LO             | Arlette Laguiller        | 6 090   | 2,57 %     |         |            |  |  |
|                | Divers droite  | Michel Debré             | 4 626   | 1,95 %     |         |            |  |  |
|                | MRG            | Michel Crépeau           | 4 235   | 1,79 %     |         |            |  |  |
|                | PSU            | Huguette Bouchardeau     | 3 845   | 1,62 %     |         |            |  |  |
|                | Divers droite  | Marie-France Garaud      | 3 664   | 1,55 %     |         |            |  |  |
|                |                |                          |         |            |         |            |  |  |
|                |                |                          | Nombre  | % inscrits | Nombre  | % inscrits |  |  |
| Inscrits       | Inscrits       | Inscrits                 | 294 726 |            | 294 649 |            |  |  |
| Abstentions    | Abstentions    | Abstentions              | 54 270  | 18,41 %    | 36 981  | 12,55 %    |  |  |
| Votants        | Votants        | Votants                  | 240 456 | 81,59 %    | 257 668 | 87,45 %    |  |  |
|                |                |                          |         |            |         |            |  |  |
|                |                |                          |         | % votants  |         | % votants  |  |  |
| Blancs ou nuls | Blancs ou nuls | Blancs ou nuls           | 3 745   | 1,56 %     | 7 525   | 2,92 %     |  |  |
| Exprimés       | Exprimés       | Exprimés                 | 236 711 | 98,44 %    | 250 143 | 97,08 %    |  |  |

### 1974
L'élection présidentielle de 1974 est une élection anticipée à la suite de la mort de Pompidou. Mitterrand, candidat unique de la gauche, est largement en tête au premier tour devant Giscard d'Estaing, qui distance lui-même Chaban-Delmas. Au terme d'une campagne animée, marquée par un débat télévisé tendu, Giscard d'Estaing l'emporte avec une très courte avance.
Dans le Doubs, François Mitterrand arrive en tête du premier tour avec 41,85 % des exprimés, suivi de Valéry Giscard d'Estaing (37,79 %), Jacques Chaban-Delmas (10,89 %), Jean Royer (2,93 %) et Arlette Laguiller (2,89 %). Au second tour, les électeurs ont voté à 52,5 % pour Valéry Giscard d'Estaing contre 47,5 % pour François Mitterrand avec un taux de participation de 88,85 % des inscrits.
|                | PS             | François Mitterrand       | 85 728  | 41,85 %    | 100 686 | 47,5 %     |  |  |
|                | RI             | Valéry Giscard d'Estaing' | 77 405  | 37,79 %    | 111 305 | 52,5 %     |  |  |
|                | UDR            | Jacques Chaban-Delmas     | 22 308  | 10,89 %    |         |            |  |  |
|                | SE             | Jean Royer                | 6 012   | 2,93 %     |         |            |  |  |
|                | LO             | Arlette Laguiller         | 5 929   | 2,89 %     |         |            |  |  |
|                | SE, écologiste | René Dumont               | 2 775   | 1,35 %     |         |            |  |  |
|                | MDSF           | Émile Muller              | 1 579   | 0,77 %     |         |            |  |  |
|                | FN             | Jean-Marie Le Pen         | 1 417   | 0,69 %     |         |            |  |  |
|                | FCR            | Alain Krivine             | 975     | 0,48 %     |         |            |  |  |
|                | NAR            | Bertrand Renouvin         | 355     | 0,17 %     |         |            |  |  |
|                | MFE            | Jean-Claude Sebag         | 263     | 0,13 %     |         |            |  |  |
|                |                |                           |         |            |         |            |  |  |
|                |                |                           | Nombre  | % inscrits | Nombre  | % inscrits |  |  |
| Inscrits       | Inscrits       | Inscrits                  | 241 541 |            | 241 354 |            |  |  |
| Abstentions    | Abstentions    | Abstentions               | 35 281  | 14,61 %    | 26 912  | 11,15 %    |  |  |
| Votants        | Votants        | Votants                   | 206 260 | 85,39 %    | 214 442 | 88,85 %    |  |  |
|                |                |                           |         |            |         |            |  |  |
|                |                |                           |         | % votants  |         | % votants  |  |  |
| Blancs ou nuls | Blancs ou nuls | Blancs ou nuls            | 1 413   | 0,69 %     | 2 451   | 1,14 %     |  |  |
| Exprimés       | Exprimés       | Exprimés                  | 204 847 | 99,31 %    | 211 991 | 98,86 %    |  |  |

### 1969
L'élection présidentielle de 1969 est une élection anticipée à la suite de la démission de De Gaulle. La gauche se lance désunie dans la course et, bien que Duclos (PCF) manque de le devancer, c'est le président par intérim Poher qui accède au second tour face à l'ex-Premier ministre Pompidou. Alors que Duclos refuse d'appeler à voter au second tour pour « bonnet blanc ou blanc bonnet », Pompidou est finalement largement élu.
Dans le Doubs, Georges Pompidou arrive en tête du premier tour avec 48,89 % des exprimés, suivi de Alain Poher (22,35 %), Jacques Duclos (15,88 %), Gaston Defferre (5,43 %) et Michel Rocard (4,89 %). Au second tour, les électeurs ont voté à 61,53 % pour Georges Pompidou contre 38,47 % pour Alain Poher avec un taux de participation de 71,91 % des inscrits.
|                | UDR            | Georges Pompidou | 86 203  | 48,89 %    | 95 635  | 61,53 %    |  |  |
|                | CD             | Alain Poher      | 39 401  | 22,35 %    | 59 787  | 38,47 %    |  |  |
|                | PC             | Jacques Duclos   | 27 997  | 15,88 %    |         |            |  |  |
|                | SFIO           | Gaston Defferre  | 9 571   | 5,43 %     |         |            |  |  |
|                | PSU            | Michel Rocard    | 8 629   | 4,89 %     |         |            |  |  |
|                | LC             | Alain Krivine    | 2 294   | 1,3 %      |         |            |  |  |
|                | SE             | Louis Ducatel    | 2 220   | 1,26 %     |         |            |  |  |
|                |                |                  |         |            |         |            |  |  |
|                |                |                  | Nombre  | % inscrits | Nombre  | % inscrits |  |  |
| Inscrits       | Inscrits       | Inscrits         | 229 086 |            | 228 974 |            |  |  |
| Abstentions    | Abstentions    | Abstentions      | 50 720  | 22,14 %    | 64 325  | 28,09 %    |  |  |
| Votants        | Votants        | Votants          | 178 366 | 77,86 %    | 164 649 | 71,91 %    |  |  |
|                |                |                  |         |            |         |            |  |  |
|                |                |                  |         | % votants  |         | % votants  |  |  |
| Blancs ou nuls | Blancs ou nuls | Blancs ou nuls   | 2 051   | 1,15 %     | 9 227   | 5,6 %      |  |  |
| Exprimés       | Exprimés       | Exprimés         | 176 315 | 98,85 %    | 155 422 | 94,4 %     |  |  |

### 1965
L'élection présidentielle de 1965 est la première élection au suffrage universel direct à la suite du référendum d'octobre 1962. De Gaulle est mis en ballottage, à la surprise générale, par Mitterrand, candidat unique de la gauche. La campagne du second tour est axée sur l'Europe et les relations internationales ainsi que sur l'armement nucléaire. De Gaulle est finalement réélu avec une large avance.
Dans le Doubs, Charles de Gaulle arrive en tête du premier tour avec 47,34 % des exprimés, suivi de François Mitterrand (31,04 %), Jean Lecanuet (15,92 %), Jean-Louis Tixier-Vignancour (3,37 %) et Marcel Barbu (1,27 %). Au second tour, les électeurs ont voté à 58,47 % pour Charles de Gaulle contre 41,53 % pour François Mitterrand avec un taux de participation de 86,78 % des inscrits.
|                | UNR            | Charles de Gaulle            | 89 562  | 47,34 %    | 108 833 | 58,47 %    |  |  |
|                | CIR            | François Mitterrand          | 58 716  | 31,04 %    | 77 310  | 41,53 %    |  |  |
|                | MRP            | Jean Lecanuet                | 30 126  | 15,92 %    |         |            |  |  |
|                | SE             | Jean-Louis Tixier-Vignancour | 6 367   | 3,37 %     |         |            |  |  |
|                | SE             | Marcel Barbu                 | 2 409   | 1,27 %     |         |            |  |  |
|                | PLE            | Pierre Marcilhacy            | 1 996   | 1,06 %     |         |            |  |  |
|                |                |                              |         |            |         |            |  |  |
|                |                |                              | Nombre  | % inscrits | Nombre  | % inscrits |  |  |
| Inscrits       | Inscrits       | Inscrits                     | 219 965 |            | 219 875 |            |  |  |
| Abstentions    | Abstentions    | Abstentions                  | 29 254  | 13,3 %     | 29 068  | 13,22 %    |  |  |
| Votants        | Votants        | Votants                      | 190 711 | 86,7 %     | 190 807 | 86,78 %    |  |  |
|                |                |                              |         |            |         |            |  |  |
|                |                |                              |         | % votants  |         | % votants  |  |  |
| Blancs ou nuls | Blancs ou nuls | Blancs ou nuls               | 1 535   | 0,8 %      | 4 664   | 2,44 %     |  |  |
| Exprimés       | Exprimés       | Exprimés                     | 189 176 | 99,2 %     | 186 143 | 97,56 %    |  |  |